# Mosteiro do Bom Sucesso
O Mosteiro do Bom Sucesso ou das Mosteiro das Dominicanas Irlandesas ou Convento do Bom Sucesso, foi erigido em Lisboa no ano de 1639, para acolher católicos que fugiam da Irlanda por causa da perseguição dos  protestantes.
Foi o primeiro convento de freiras dominicanas existente no mundo e a sua origem deve-se à vontade do padre irlandês Daniel O’Daly.